# Michael J. Lewis
Michael John Lewis (* 11. Januar 1939 in Aberystwyth, Wales, Vereinigtes Königreich) ist ein britischer Komponist und Filmkomponist.

## Leben und Wirken
Lewis hatte seine musikalische Laufbahn als Sechsjähriger im Chor begonnen und spielte bereits mit zehn die Orgel. Als junger Mann ließ er sich in den frühen 1960er Jahren an Londons Guildhall School of Music and Drama in Harmonielehre, Kontrapunkt und Komposition ausbilden. Anschließend begann er zu komponieren, sein Musical „Please Sir“ erregte die Aufmerksamkeit der Schauspieler und Filmregisseure Bryan Forbes und Richard Attenborough. Forbes besorgte Lewis die Möglichkeit, zu seiner Inszenierung Die Irre von Chaillot die Musik zu komponieren, woraufhin sich Lewis rasch in der Zelluloidbranche durchsetzte.
Neben einigen B-Pictures vertonte der Waliser in den kommenden anderthalb Jahrzehnten auch eine Reihe von hochkarätig besetzten A-Produktionen, darunter so verschiedenartige Werke wie Julius Caesar, Theater des Grauens, Russisches Roulette, Der Schrecken der Medusa, Der Paß des Todes und Sprengkommando Atlantik. Er bevorzugte thematisch dramatische Stoffe Thriller, Actionfilme und immer wieder Horrorgeschichten. Für das von der Kritik gelobte, deutsche Tatsachendrama Die Verrohung des Franz Blum war er unter dem Signum Mike Lewis tätig. Im selben Jahr wurde am Broadway das von Michael J. Lewis komponierte Musical Cyrano aufgeführt, das dort vom 13. Mai bis zum 23. Juni 1973 lief. Seit 1994 hat er sich komplett vom Kino abgewandt und komponiert bevorzugt für die Werbung (Kunden sind u. a. IBM, Ford und 3M). Außerdem veröffentlicht das Plattenlabel Pen Dinas seit 1995 seine Kompositionen. Michael J. Lewis lebt heute in Austin (Texas).

## Filmografie
- 1968: Die Irre von Chaillot (The Madwoman of Chaillot)
- 1969: Ein Mann jagt sich selbst (The Man Who Haunted Himself)
- 1970: Julius Caesar
- 1970: Upon This Rock
- 1971: Die Satansbrut (Unman, Wittering and Zigo)
- 1971: Running Scared
- 1972: Theater des Grauens (Theatre of Blood)
- 1972: Baxter und die Rabenmutter (Baxter!)
- 1973: Die Verrohung des Franz Blum
- 1973: Brillanten und Kakerlaken (11 Harrowhouse)
- 1975: 33 Grad im Schatten (92 in the Shade)
- 1975: Russisches Roulette (Russian Roulette)
- 1976: Caesar and Cleopatra
- 1977: The Stick Up
- 1977: Der Schrecken der Medusa (The Medusa Touch)
- 1978: Das Haus des Satans (The Legacy)
- 1978: Der Paß des Todes (The Passage)
- 1979: Der König von Narnia (The Lion, the Witch and the Wardrobe, Trickfilm)
- 1979: Sprengkommando Atlantik (North Sea Hijack)
- 1980: The Unseen – Das unsichtbare Böse (The Unseen)
- 1980: Das Erwachen der Sphinx (Sphinx)
- 1981: Geliebter Giorgio (Yes, Giorgio)
- 1982: Island of Adventure
- 1983: Am dritten Tag (On the Third Day)
- 1983: Der Hund von Baskerville (The Hound of the Baskervilles)
- 1983: Das nackte Gesicht (The Naked Face)
- 1984: Schweinebande! (Growing Pains)
- 1990: Die Liebe einer Spionin (The Rose and the Jackal)
- 1991: Ein dorniger Weg (She Stood Alone)
- 1994: Deadly Target